# Фідій
Фі́дій (грец. Φειδίας) — давньогрецький скульптор V ст. до н. е. Один з найобдарованіших майстрів давньогрецького мистецтва епохи високої класики.

## Уривки з біографії
Повної біографії митця не збережено. Вона відома лише за випадковими чи уривчастими згадками давньогрецьких або давньоримських письменників чи істориків.
За цими свідоцтвами Фідій народився у Афінах раніше 480 року до н. е. Випадково зберіглося ім'я його батька. Ним був Хармід. Це ім'я колись було викарбувано на постаменті скульптури бога Зевса в Олімпії («Фідій, син Харміда, мене створив»). Цей напис приводив мандрівник Павсаній (II ст. н. е.)
Хармід був або художником, або скульптором, бо колись ім'я батька згадували при імені сина, коли обидва мали один фах. У Фідія був брат Панен, котрий був художником, також сам Фідій починав як художник.
Як учень Фідій починав в майстерні скульптора на ім'я Гегій, а потім його взяв у власну майстерну уславлений скульптор з Пелопонесу Агелад. Майстерня Агелада уславилась також досконалою технікою виливання бронзових скульптур, чим відрізнятиметься надалі й Фідій.

## Тринадцять бронзових скульптур для храму у Дельфах
Повного переліку творів майстра не існує. Зрозуміло, що він не міг працювати один, позаяк виготовлення скульптур вимагало наявності фахівців різного профілю, бригади помічників і учнів.
Серед перших значимих замов скульптора — тринадцять бронзових скульптур для храму Аполлона, вибудованому у Дельфах. За припущеннями на їх створення скульптор з бригадою помічників витратив п'ять років (465—460 рр. до н. е.) Була серед цих скульптур і меморіальна фігура полководця Мільтіада, командира греків-вояків в битві при Марафоні.
Більшість замов скульптора полягала у створені фігур давньогрецького пантеону богів, тому невдовзі Фідія почали називати «творцем богів».

## Гроші на новий ансамбль Акрополя
454 року до н. е. Перікл наказав перевезти скарбницю Афінського морського союзу з острова Делос у Афіни. Перікл не вважав, що гроші повинні лежати в скарбниці без користі. Він ініціював ідею, що одну шестидесяту від грошей союзу мають відкладати за рік у фонд Афіни. Проти фонду на користь богині не могли не зголоситися. Так з'явились кошти на побудову нового ансамблю храмів на Акрополі. 449 року до н. е. Перікл виніс проект нового ансамблю на нараду грецьких рабовласників і отримав схвалення.

## Керівник нового ансамблю Акрополя

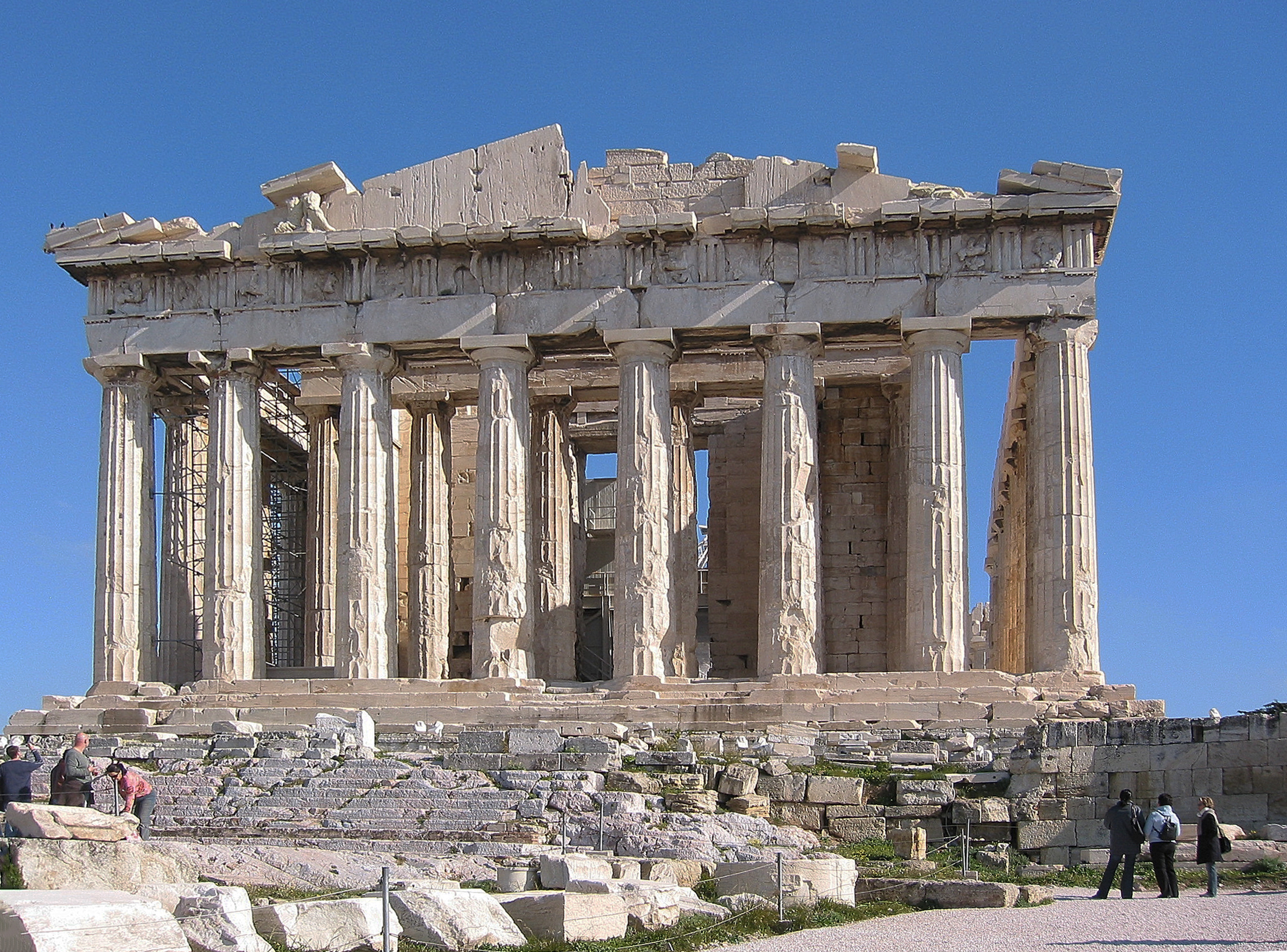
Парфенон в Афінах

Керівником перебудов і зміцнення Акрополя був призначений авторитетний Фідій. 447 року до н. е. розпочалися будівельні роботи на Акрополі. Піднесення давньогрецької культури в повній мірі відбилося в новому архітектурно-культурному ансамблі. Фідій працюватиме разом із учнями, помічниками, рабами та будівельниками шістнадцять (16) років над створенням нового Акрополя. Новий ансамбль викликав здивування та захоплення. Оратор Демосфен закарбував — 
| (Споруди) настільки чудові і численні, що ні для кого з новітніх поколінь не залишено шансу їх перевершити [5]. |

## Велетенська Афіна-Воїтелька
Вважають, що скульптура Афіни-Воїтельки (Афіна-Промахос) була створена Фідієм першою, коли розпочались відновлювальні роботи на Акрополі. Ця скульптура ще стояла посеред руїн і мимоволі стала свідоцтвом відродження столиці Аттики.
Голову богині прикрашав розкішний шолом. Про її форму і прикраси дізнались з золотої сережки та з мармурової копії колишньої бронзової скульптури. Богиня стояла у повний зріст, її ліва рука притримувала біля ніг щит, а в правій був спис з золоченим вістрям. Богиня наче вдивлялась у далечинь і спостерігала за відновленням життя в місті. За приблизними підрахунками її висота разом із постаментом була не менше дев'яти (9) метрів. Її золочений шолом та вістря списа виблискували на сонці і їх можна було бачити з різних куточків міста і навіть з човнів на морі.

## Розкопана майстерня Фідія в Олімпії

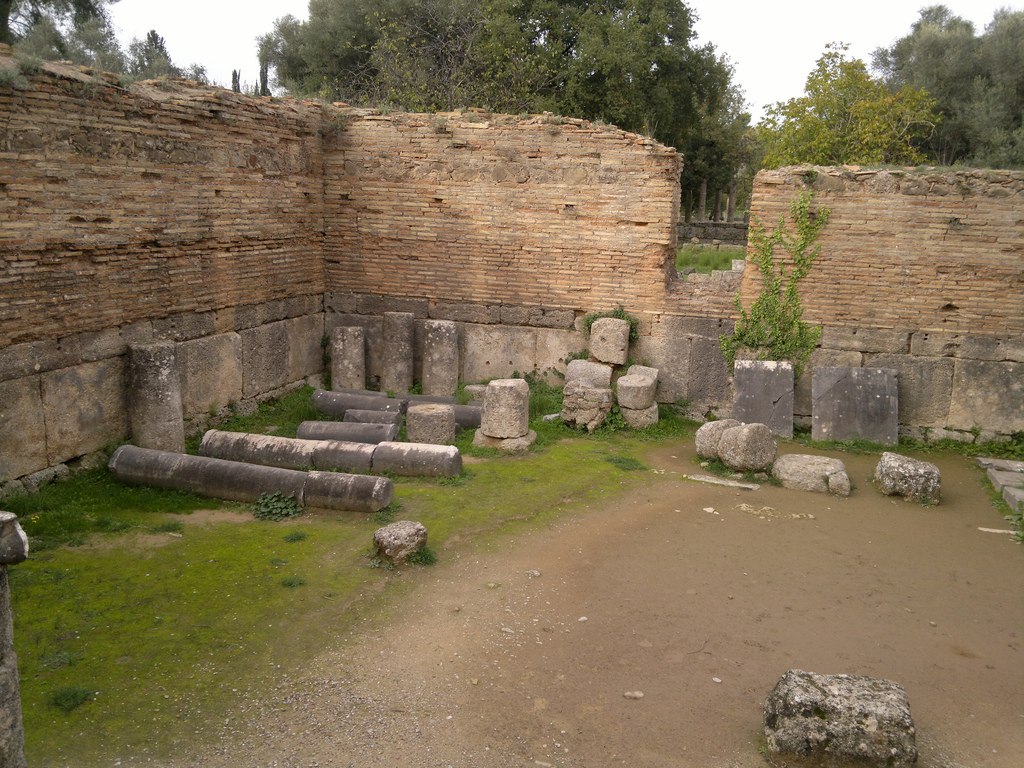
інтер'єр колишньої майстерні
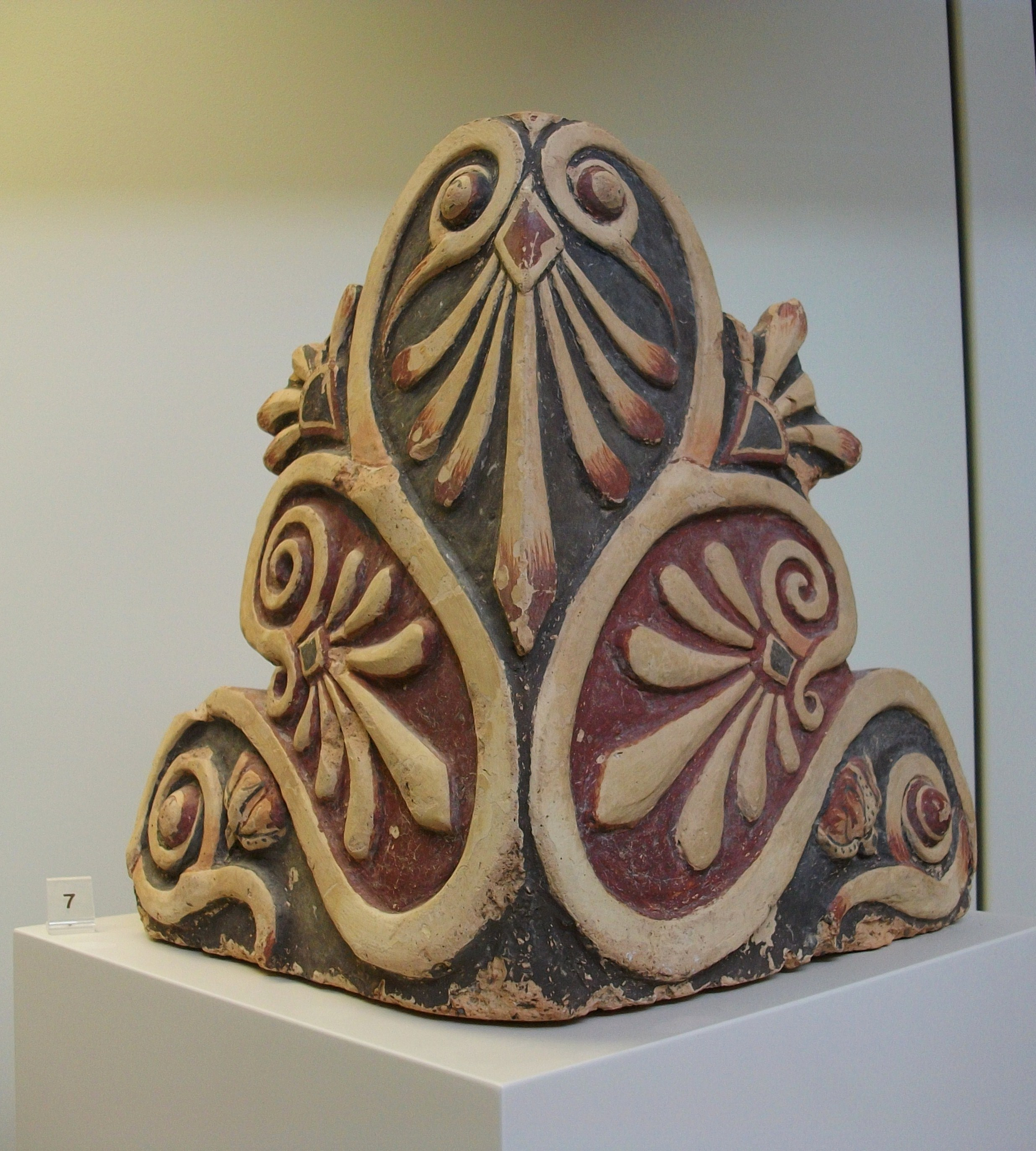
Знайдений антефікс з первісним розфарбуванням
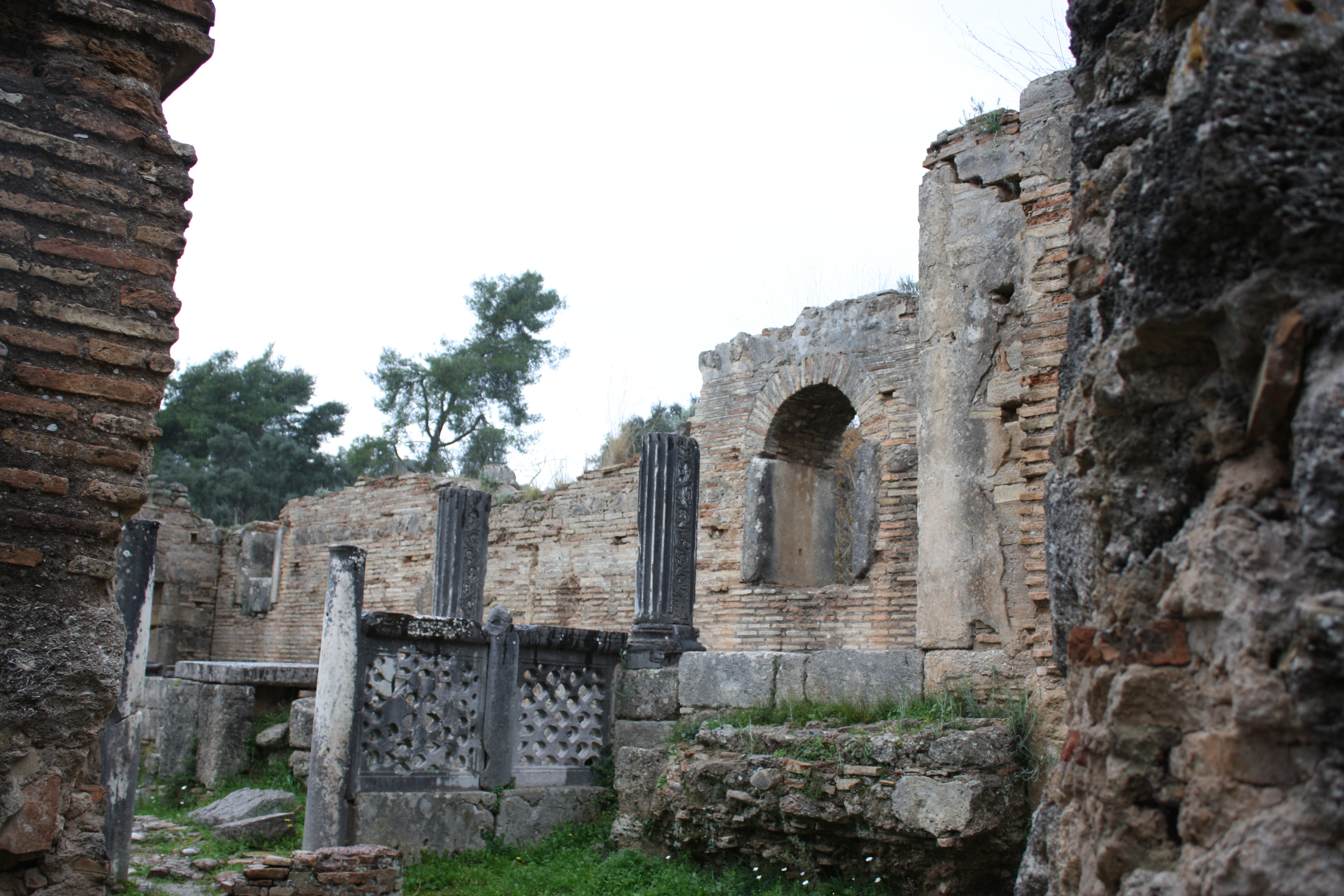
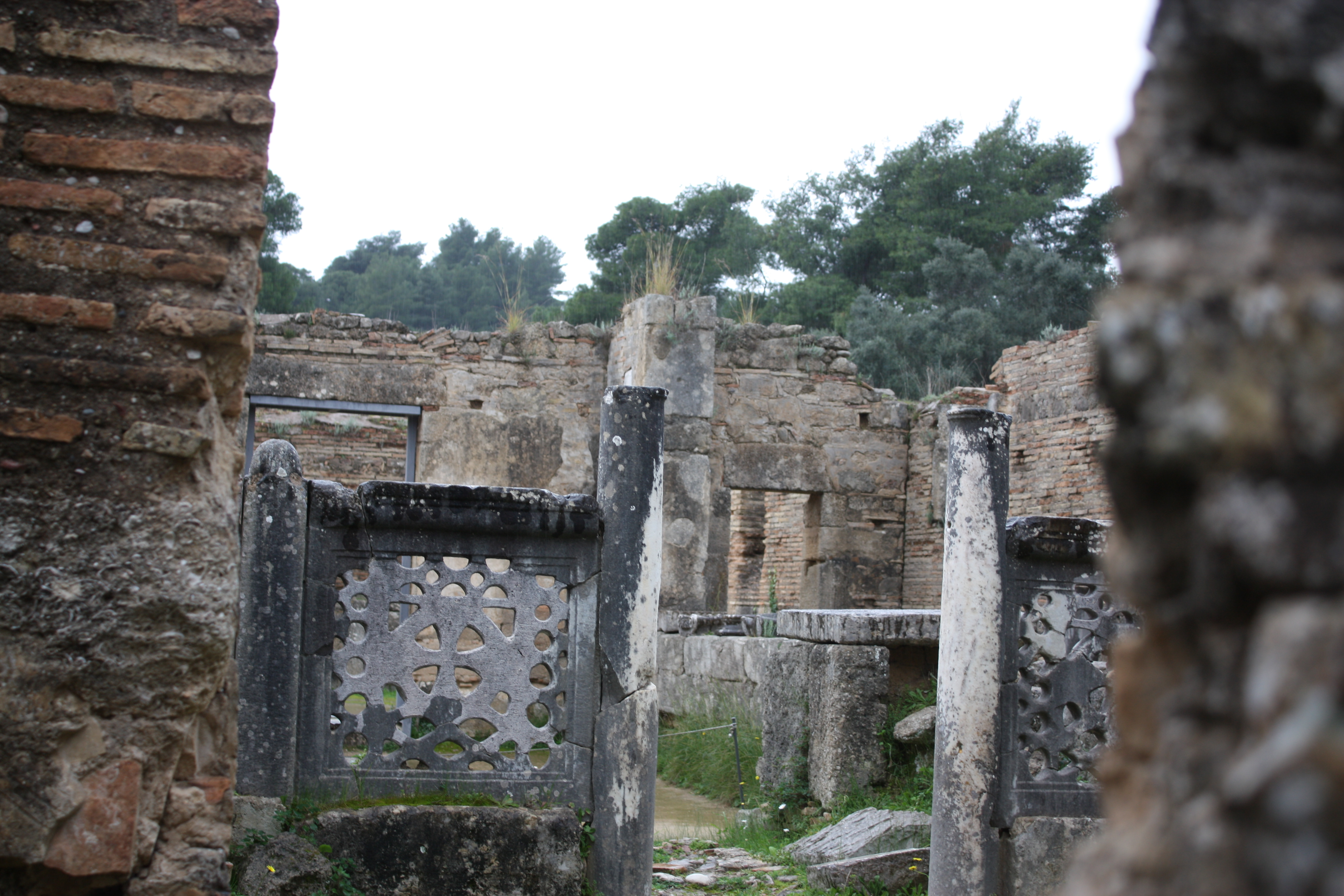
Східна частина майстерні Фідія у Олімпії
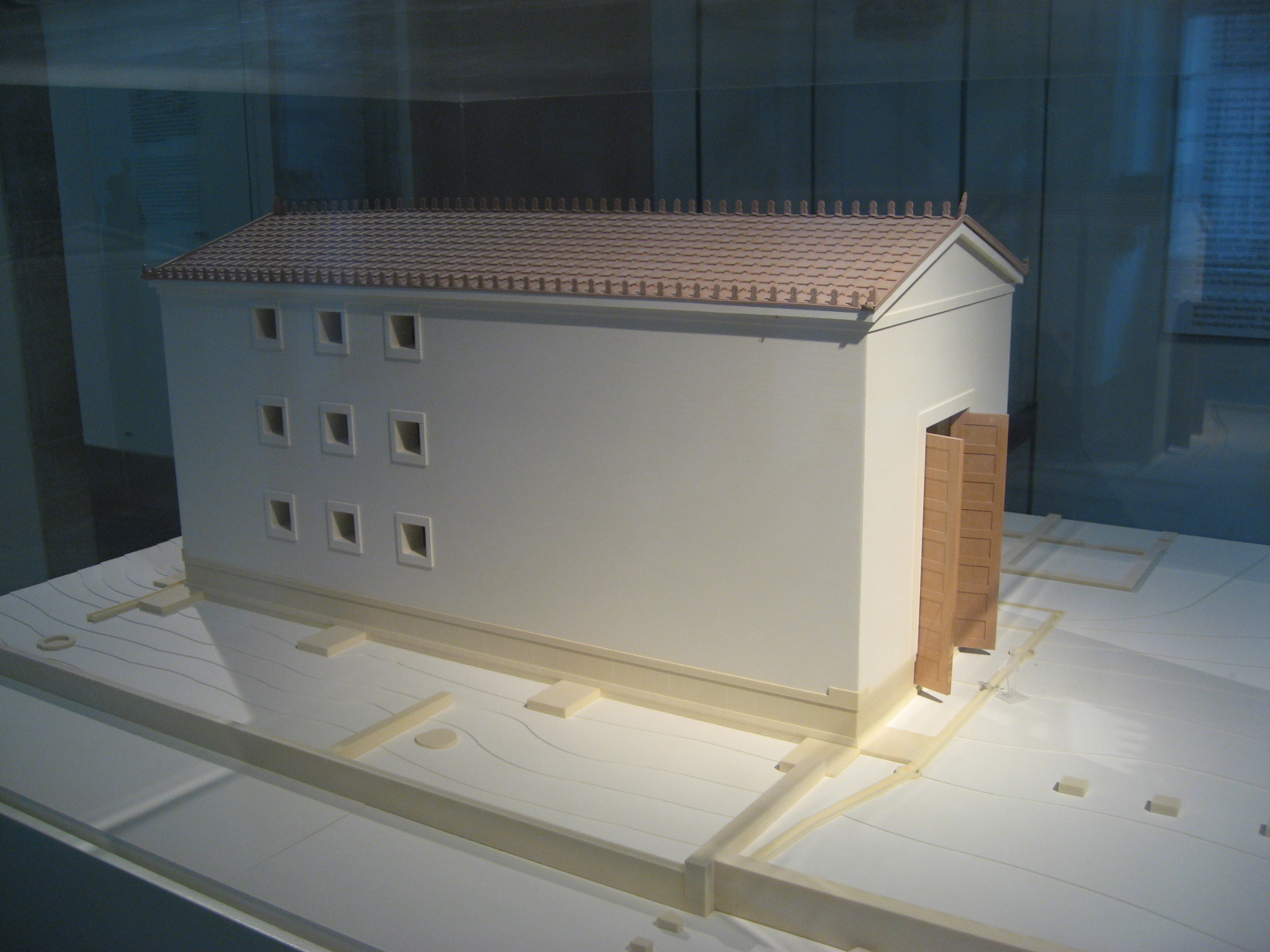
Можливий вигляд майстерні, реконструкція, архітектурна модель

## Відомі твори
Серед робіт Фідія, відомих тільки за описами античних авторів та копіями, найуславленішою була колосальна бронзова статуя Афіни Промахос (грец. Πρόμαχος — Передової Воїтельниці), встановлена близько 460 до н. е. на афінському Акрополі в пам'ять про перемогу над персами — та двох грандіозних статуй, виконаних у техніці хрисоелефантійної скульптури: Зевса Олімпійського в храмі Зевса в Олімпії (одне з «семи чудес світу») і Афіни Парфенос (Діви) в храмі Парфенон в Афінах.
Найкраще уявлення про творчість Фідія дає скульптурне оздоблення Парфенону в Афінах (мармур, 438—432 до н. е., зберігаються в музеях: Британський музей, Лондон; Лувр, Париж; Новий музей Акрополя, Афіни), виконане під керівництвом та за особистої участі майстра. Ці твори, повні глибокої людяності, прославляють велич афінського полісу та його громадян, відображають ідеї боротьби афінян проти їхніх ворогів. Скульптура Парфенону, що у поєднанні з архітектурою храму є одним з найвищих зразків синтезу мистецтв, відрізняється надзвичайним багатством ритмів та композиційних прийомів.

## Мінливість рабовласницької демократії і смерть в ув'язненні
Всі негаразди мінливої рабовласницької демократії відчули на собі і Перікл, і уславлений скульптор і містобудівник Фідій. Політичні вороги Перікла домоглися звинувачення Фідія у крадіжці золота при створенні скульптури Афіни. Створення власного автопортрета на щиті богині розцінили як богохульство, паплюження і профанацію авторитета святині. Старого Фідія кинули у в'язницю, де той помер так і не дочекавшись звільнення.

## Учні Фідія
- Агоракрит
- Алкамен
- Каллімах[5]

## Фото копійних творів з оригіналів роботи Фідія

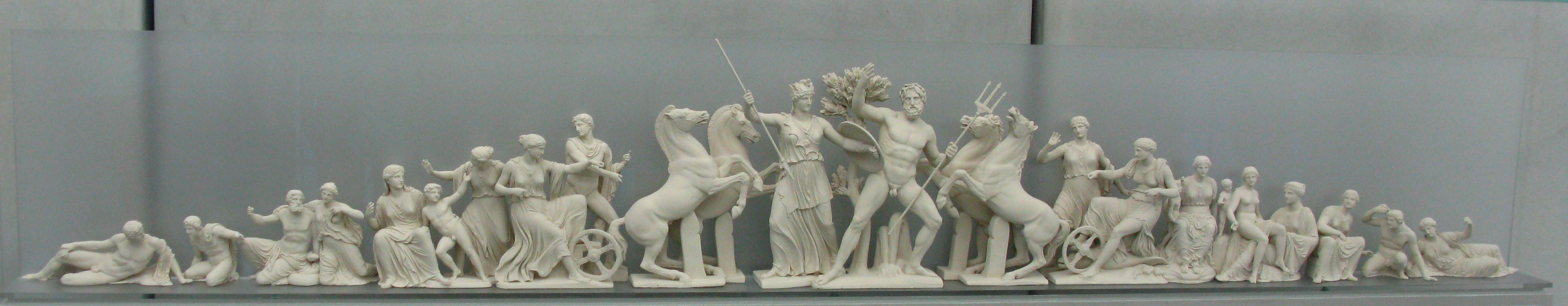
Західний фронтон Парфенона, реконструкція скульптурної групи

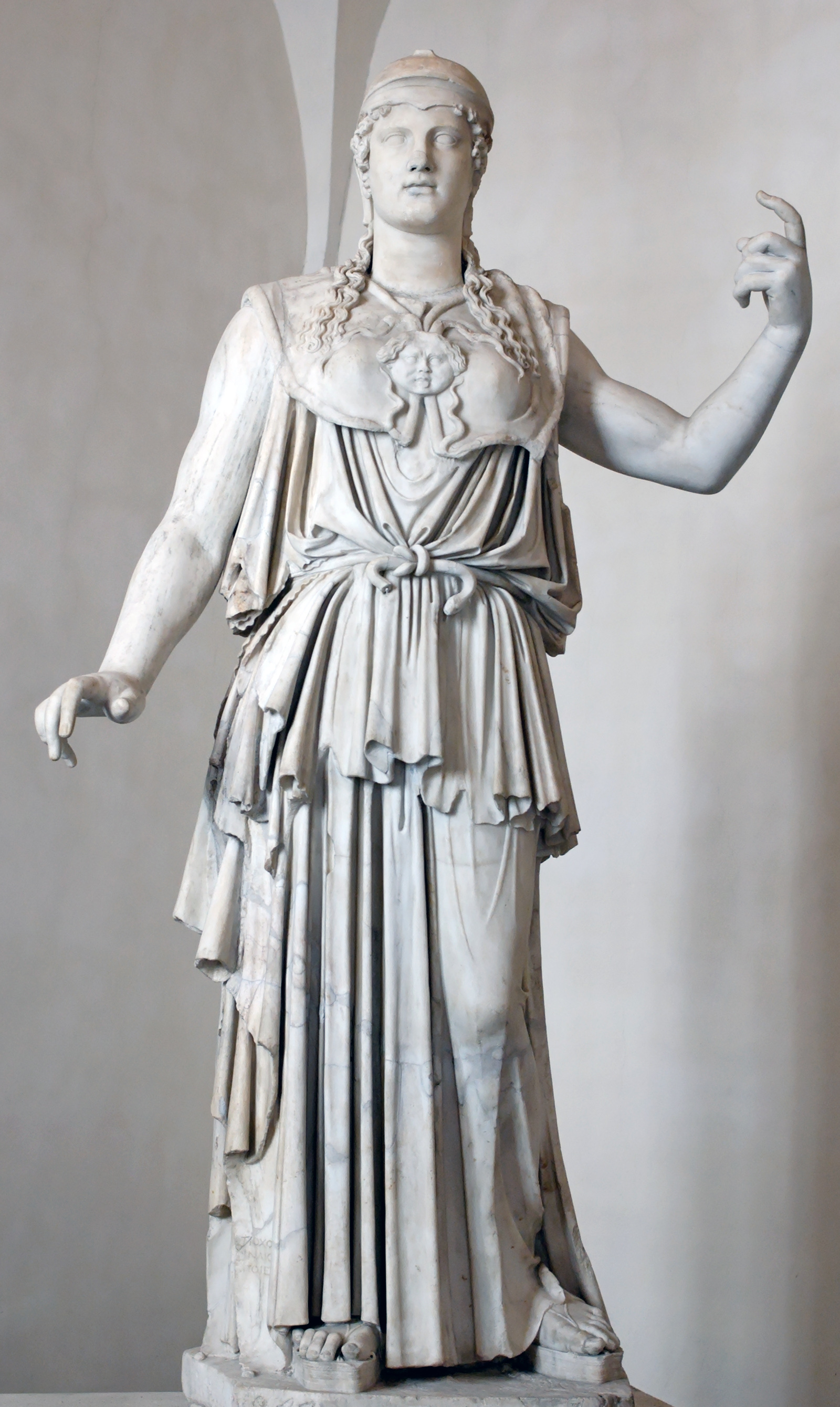
Афіна Парфенос роботи Фідія
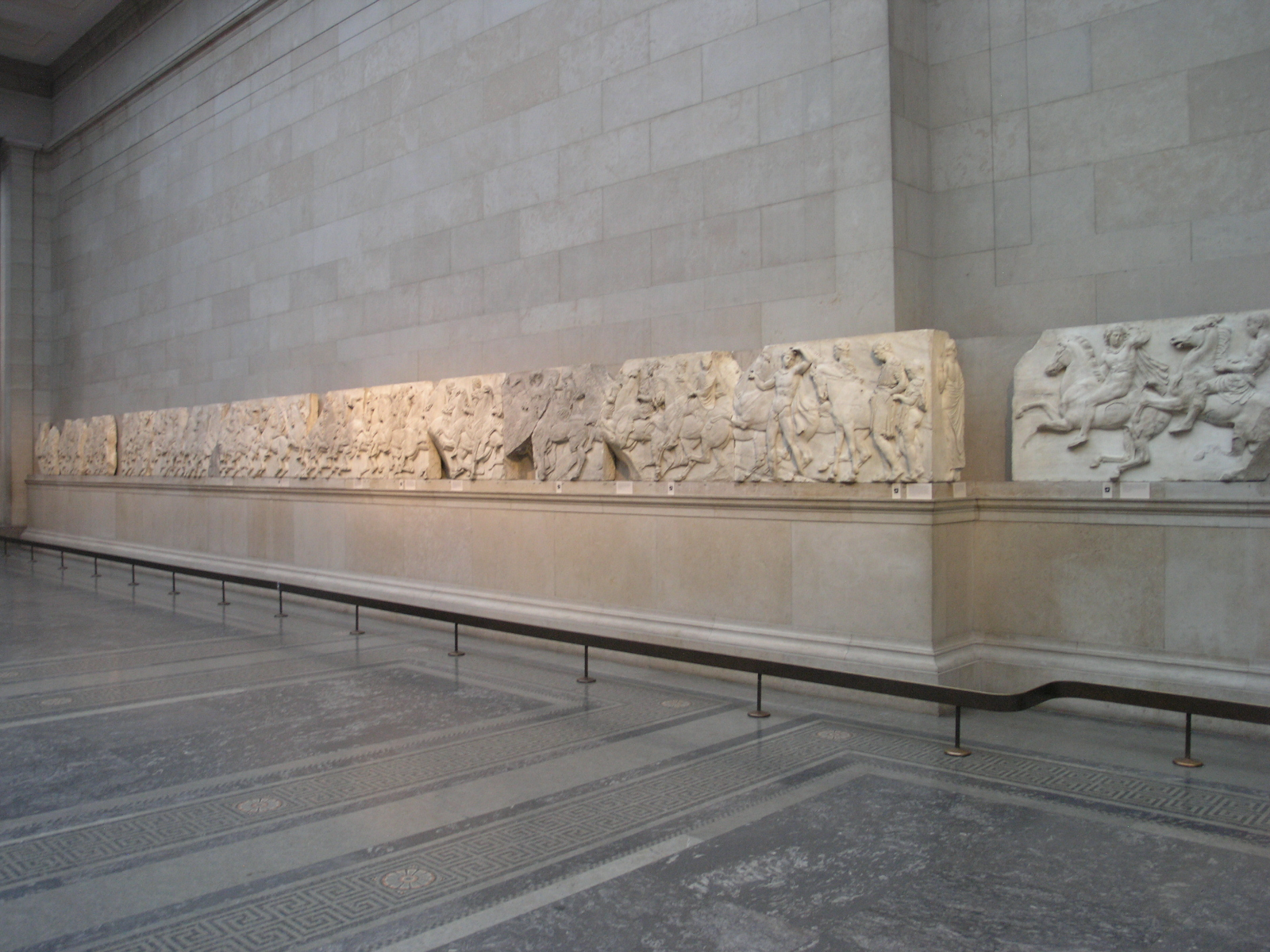
Фриз, врятований з напівзруйнованого Парфенона, експозиція Британського музею, фото 2007 року
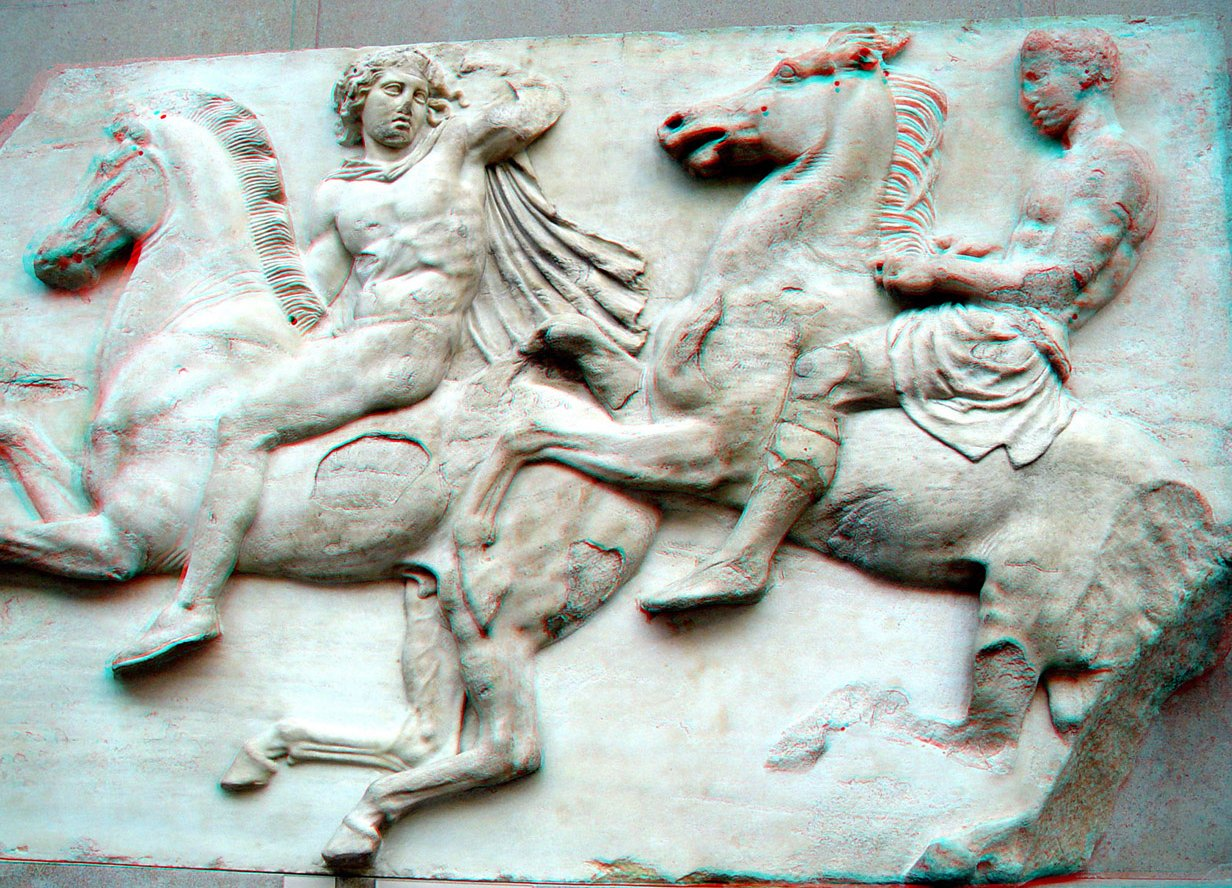
Окремий рельєф з фриза Парфенона, Британський музей
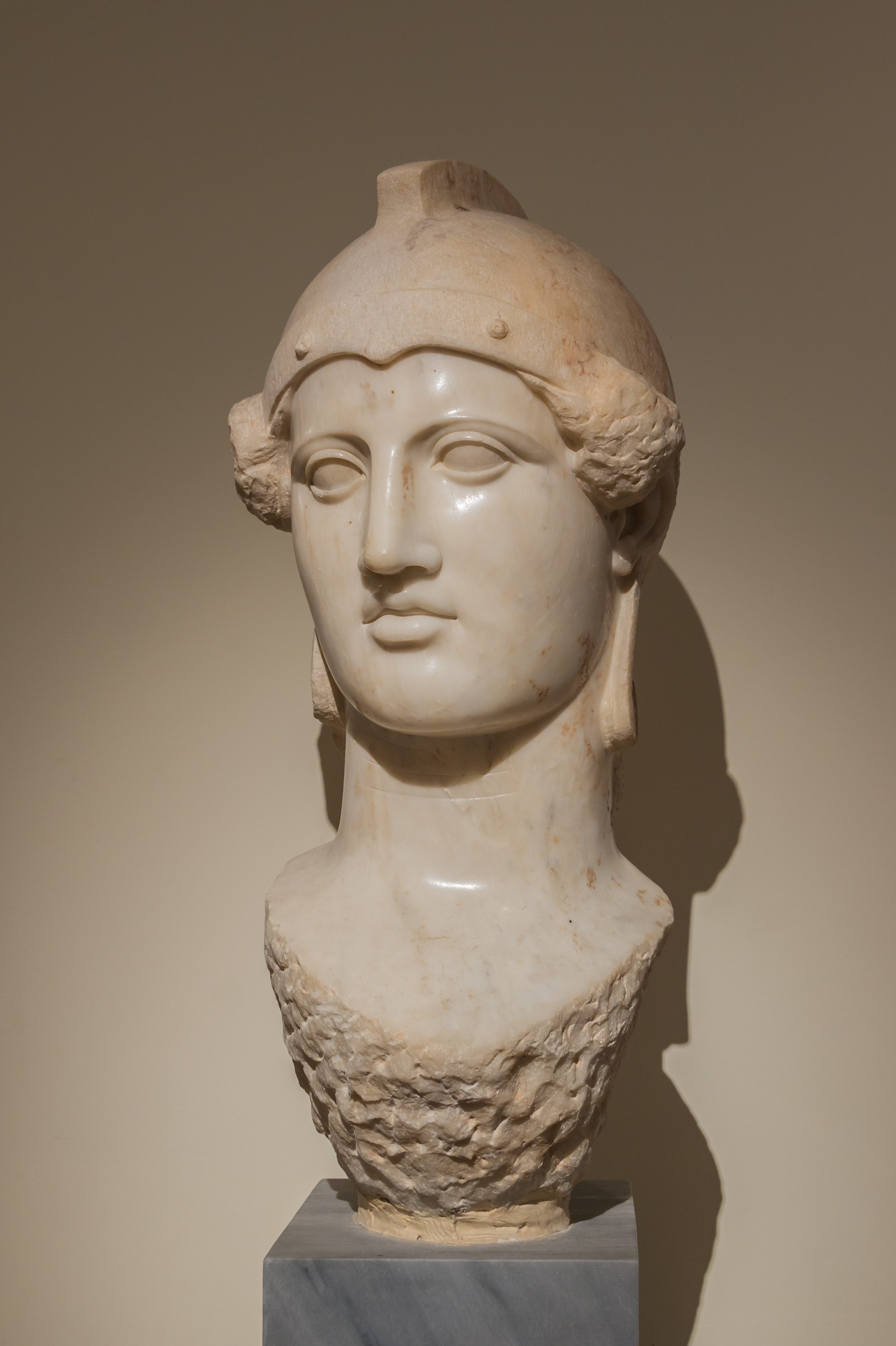
Фідій або хтось з його учнів. Голова Афіни, Національний археологічний музей (Афіни)
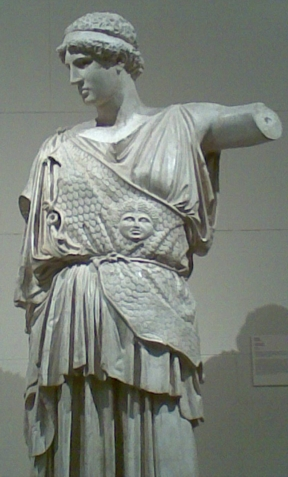
Афіна Лемнія, що восходить до оригінала Фідія, Дрезден
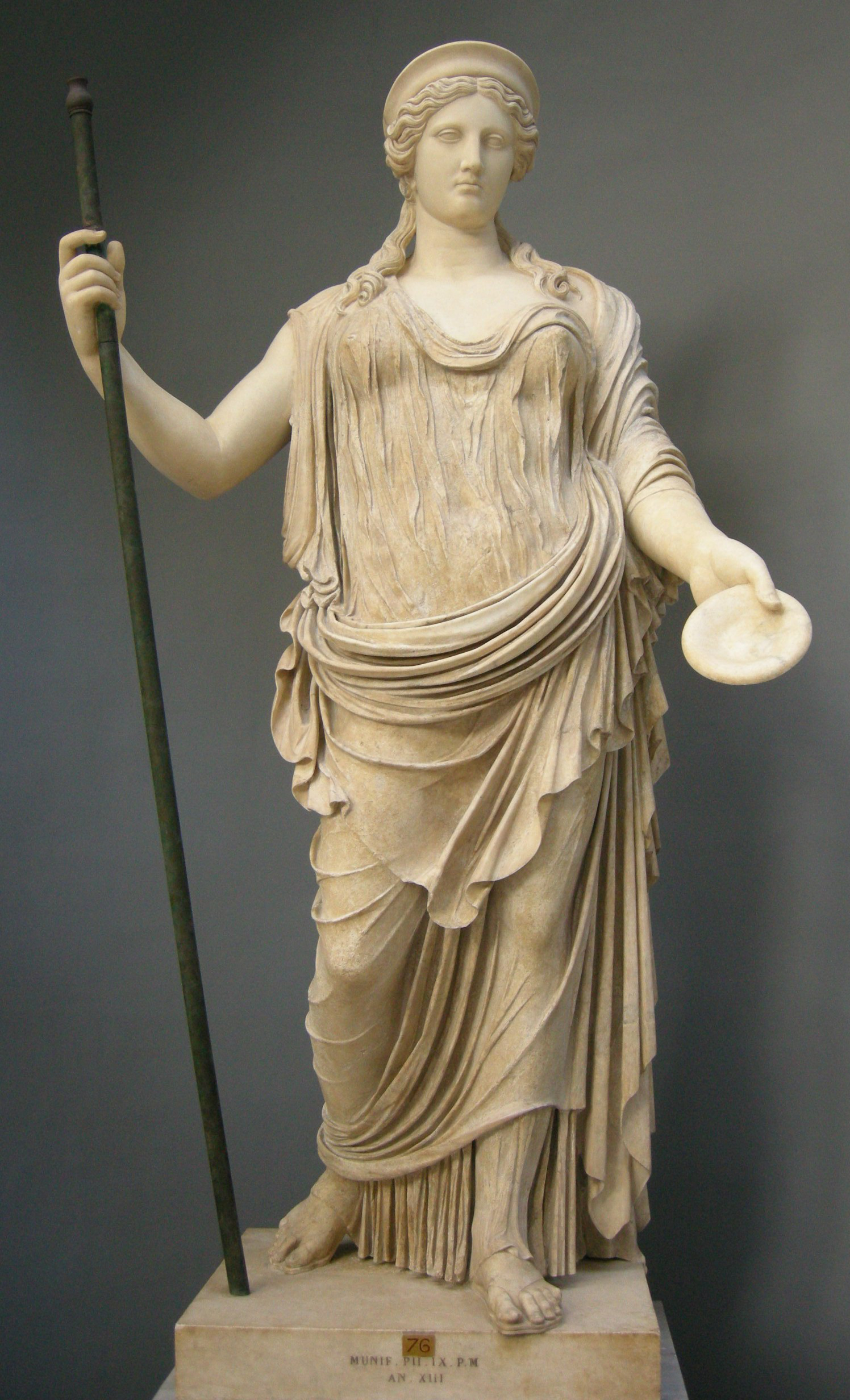
Так звана Гера Барберіні, що восходить до оригінала Фідія
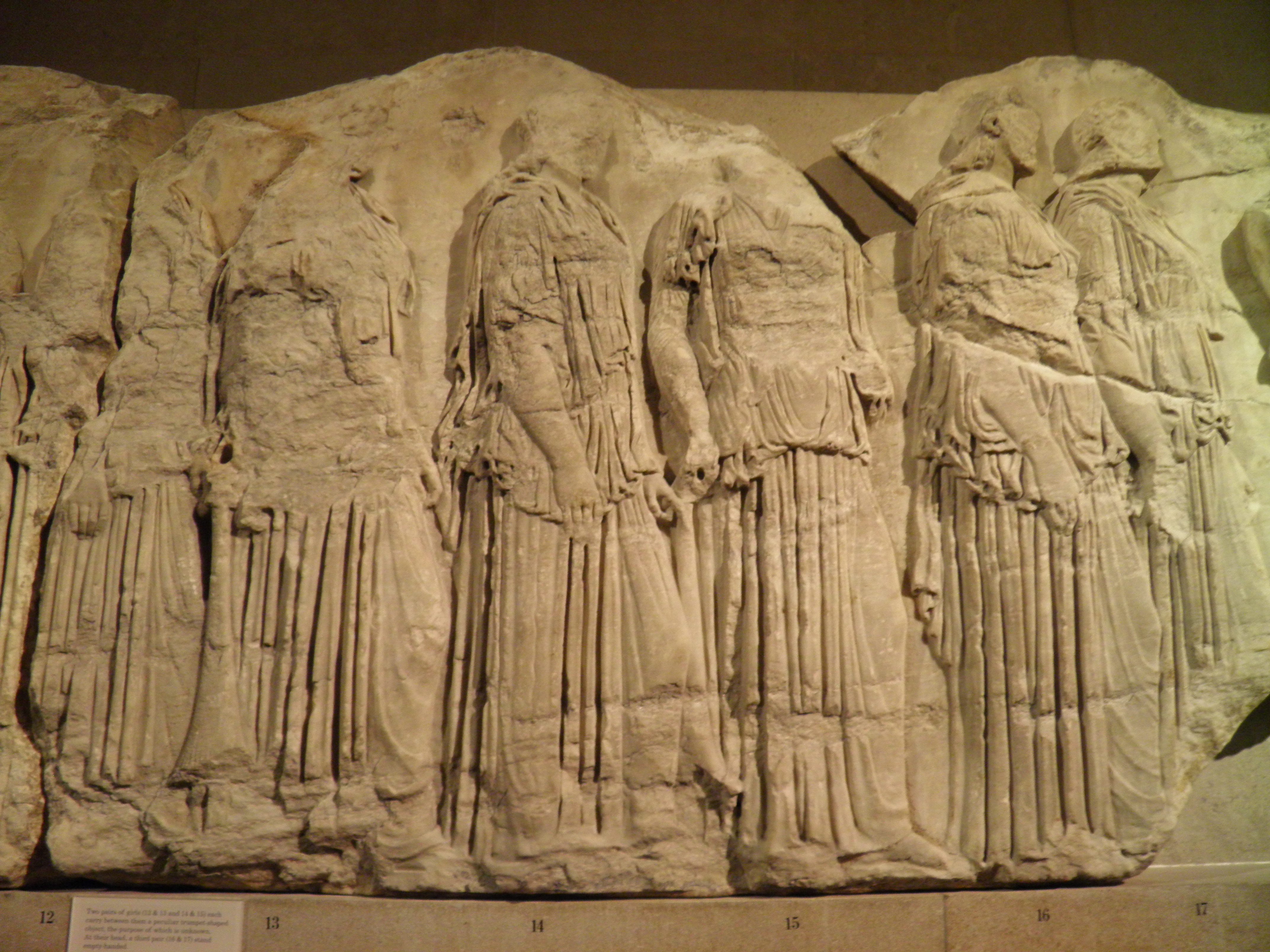
Фігури святкової процесії. Фриз, врятований з напівзруйнованого Парфенона, експозиція Британського музею, фото 2012 року